# Posición depresiva
La posición depresiva es  un concepto kleiniano que designa una modalidad de relaciones de objeto característica del segundo trimestre del primer año de vida del ser humano, período en el cual predomina el temor a la pérdida del objeto amado. 

## Definición de posición
En la teoría de Melanie Klein, posición reemplaza etapa, fase o estadio, como un concepto atemporal, mucho más dinámico y espacial.
Una posición puede ser elaborada pero en cualquier momento de la vida se puede regresionar a una de las dos posiciones descriptas por Klein: la posición depresiva y la posición esquizo-paranoide.
Cada posición está definida por cuatro elementos:
- Ansiedad predominante
- Relación de objeto
- Mecanismo de defensa
- Fantasía inconsciente

## Ansiedades del bebé
Melanie Klein afirma que el niño, en sus primeros meses de vida, experimenta estados de ansiedad provocados tanto por causas internas como por causas externas, relacionados con estados de frustración (hambre, sueño, etc) e impulsos que le provocan miedo a la muerte, a la propia aniquilación y son causa de ansiedades persecutorias.
El recién nacido no tiene consciencia de su madre como una persona, como un objeto total, sino que se relaciona exclusivamente con el pecho.
El bebé es amamantado y su vida depende del pecho de la madre. El niño lo siente como «pecho bueno» cuando lo gratifica y «pecho malo» cuando lo frustra. Estas experiencias gratificantes o frustrantes durante el proceso de alimentación son los estímulos para los impulsos libidinosos de amor o los agresivos de odio. El pecho bueno se convierte en el prototipo de los objetos gratificantes, beneficiosos y el pecho malo se convierte en el prototipo de los objetos frustrantes, persecutorios.
La introyección del pecho bueno constituye el núcleo del yo. La introyección estable del objeto bueno es una precondición para el desarrollo normal.

## Posición depresiva
Lo fundamental de cada posición es el tipo de ansiedad predominante.
Durante el segundo trimestre del primer año de vida, predomina en el bebé la posición depresiva.
En la posición depresiva la ansiedad predominante es el temor a la pérdida del objeto bueno, interno y externo, por los ataques de los objetos malos y del ello.
- Ansiedad predominante: depresiva
- Relación de objeto: con el objeto total
- Mecanismos de defensa: defensas maníacas: negación, triunfo y desprecio
- Fantasía inconsciente: temor a la pérdida del objeto amado.

Al comienzo, en la teoría kleiniana, la disociación formaba parte de la posición depresiva pero luego pasa a ser considerada como el mecanismo básico de la posición esquizo-paranoide.

La disociación  del objeto externo e interno en la posición esquizo-paranoide había generado fantasías de un objeto bueno gratificante y un objeto malo frustrante.
En la posición depresiva, al disminuir el sadismo del Superyó aparecen los sentimientos de culpa que están al servicio de la reparación, se complementan los impulsos de dar y de tomar por temor a los daños infligidos al objeto amado y al propio Yo, se restituye en la fantasía lo que se ha robado del interior del cuerpo de la madre, el deseo de incorporar cosas buenas de la madre para protegerse contra los objetos malos es estimulado y se incrementa el proceso introyectivo.
Durante la posición depresiva se produce un proceso de síntesis del objeto que disminuye las ansiedades persecutorias, el Yo inhibe las pulsiones agresivas sentidas como peligrosas para el objeto amado, la madre, y adquiere mayor fuerza e integración.  El bebé comienza a percibir a su madre como un objeto total, una persona, y no solamente como un pecho bueno gratificante y un pecho mal frustrante. El rasgo predominante en la posición depresiva es tanto la integración del objeto malo y el objeto bueno en uno solo, el objeto total como la integración del Yo.
En la posición depresiva se hallan los puntos de fijación de la manía y la melancolía. La elaboración de la posición depresiva es lo que permite elaboraración de los duelos  en la adultez.
Aunque este tipo de relaciones con la madre - o más precisamente, con el pecho materno-, percibida ahora como un objeto total, sucede a la posición esquizo-paranoide - en la cual se la percibía escindida como objeto «bueno» y objeto «malo» - y se instala aproximadamente durante el segundo trimestre del primer año de vida, su reactivación es posible también en la vida adulta. La angustia frente al peligro de perder al objeto amado se acompaña, en ambas posiciones en diverso grado, de la fantasía inconsciente de destruirla por causa del propio sadismo. En la posición depresiva, la angustia es manejada con defensas de diverso tipo y finalmente es superada por vía de la introyección del objeto.